# Świerszcz domowy
Świerszcz domowy, świerszczyk domowy (Acheta domesticus) – niewielki gatunek świerszcza osiągający długość 15–25 mm, o kolorze brunatnym lub brunatno-szarym (czasem czarnym). Hodowany i sprzedawany jako pokarm wielu zwierząt (ptaków, gadów i płazów), oraz jako zwierzę domowe.
Naturalny zasięg jego występowania obejmował północną Afrykę i południowo-zachodnią Azję. Został zawleczony do Europy. W Polsce jest powszechny na obszarze całego kraju. Nie wykazano go jedynie z kilku krain górskich. Obserwowane jest coraz liczniejsze jego występowanie na terenach zurbanizowanych oraz na wysypiskach śmieci, natomiast na obszarach wiejskich zanika.
Jest wszystkożernym synantropem. Żyje najczęściej w pobliżu ludzkich siedzib, w budynkach, latem występuje w środowisku naturalnym np. na łąkach i pastwiskach. W dzień siedzi w ukryciu, nocą dojrzałe samce wydają melodyjne dźwięki wabiące samice. Samca można odróżnić od samicy po tym, że "ćwierka" i nie posiada pokładełka znajdującego się z tyłu na odwłoku samicy.
Świerszcze domowe również można hodować w domu. Do hodowli świerszcze wymagają temperatury 18–35 °C. Świerszcze są wszystkożerne, jako pokarmu można używać warzyw i owoców, które będą jednocześnie źródłem wody, lub suchej karmy w postaci np. otrębów, lub płatkowanej karmy dla ryb (która będzie jednocześnie źródłem białka, co ograniczy kanibalizm). W przypadku stosowania wyłącznie suchej karmy, niezbędne jest dodatkowe źródło wody. Im wyższa temperatura tym cykl przebiega szybciej. Potrzebny jest również pojemnik z ziemią do kwiatów lub torfem, w którym dorosłe samice składają jaja. Świerszcze żyją ok. 3 miesięcy.